# Мірандська мова
Міра́ндська мова (lhéngua mirandesa, mirandés) — назва астуро-леонської мови у Португалії. Одна з офіційних мов країни. Належить до романської групи індоєвропейської сім'ї. Залежно від класифікації розглядається як окрема мова у складі астуро-леонського мовного континіуму, або локальна назва астуро-леонської мови. Поширена на північному-сході Португалії, на сході Браганського округу, в муніципалітетах Міранда-ду-Дору, Віміозу, Могадору, що інколи називаються «Мірандською землею» (порт. Terra de Miranda). Кількість носіїв — 8—20 тисяч осіб, які зазвичай є багатомовними (знають португальську і іспанську). Поділяється на 3 діалекти: північний, південний і центральний; останній взятий за основу літературної мови. В Іспанії називається астурійською. Також — мірандійська, міранде́с.

## Поширеність

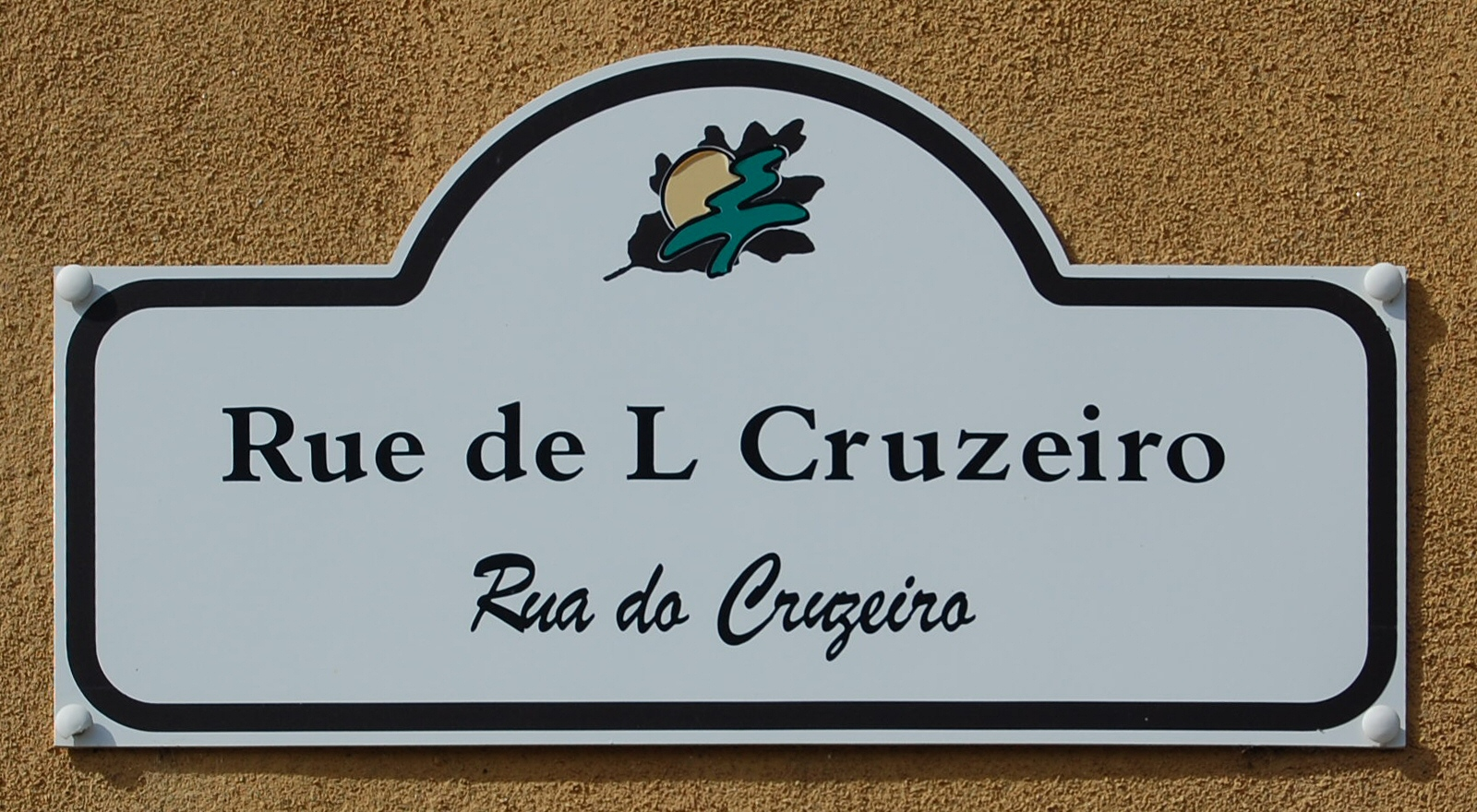
Вуличний знак в селі Дженізіо, з назвою вулиці мірандською і португальською

У XIX ст. португальський етнограф Жосе Лейте де Васконселос охарактеризував мірандську як «мову ферм, праці, дому й кохання між мірандцями». З 1986–1987 років мова викладається десяти — одинадцятирічним учням, що призвело до відродження мови.
Сьогодні мірандською розмовляє менше, ніж 5 тис. осіб (але кількість може бути збільшена до 15 тис., якщо взяти до уваги двомовних мешканців Португалії) у селах муніципалітету Міранда-ду-Дору і в деяких східних селах муніципалітету Віміозу (але, наприклад, у Вілар-Секо й Анґейра, в Касарейлос, мова вважається вимерлою). Деякі мовні впливи можна спостерігати в інших селах муніципалітету Віміозу і муніципалітетів Моґадору, Маседу-де-Кавалейруш, і Браганса.

## Діалекти
Існує три діалекти мірандської мови: прикордонний мірандський (Mirandés Raiano), центральний мірандський (Mirandés Central) і сендінезький (Sendinés). Більшість носіїв мірандської також говорять португальською, а деякі — іспанською.
Основні відмінності між мірандською в Португалії та астурлеонською мовами в Іспанії обумовлені домінантною мовою в кожному регіоні. На мірандську вплинула фонетично і лексично португальська, а на астурлеонську в Іспанії іспанська (кастильська). Всі вони мають відмінність в орфографії, що фонетично відбиває основні відповідні державні мови. Інша відмінність полягає в тому, що мірандська і леонська залишаються дуже консервативними мовами, в той час як астурська зазнала великих змін.

## Приклади текстів
Нижче наведений текст мірандською та його переклад португальською, що був опублікований в газеті «Público» 24 липня 2007 року (автор — Амадеу Феррейра).
| Мірандська: | Португальська: | Українська: |
| Muitas lhénguas ténen proua de ls sous pergaminos antigos, de la lhiteratura screbida hai cientos d"anhos i de scritores hai muito afamados, hoije bandeiras dessas lhénguas. Mas outras hai que nun puoden tener proua de nada desso, cumo ye l causo de la lhéngua mirandesa. | Muitas línguas têm orgulho dos seus pergaminhos antigos, da literatura escrita há centenas de anos e de escritores muito famosos, hoje bandeiras dessas línguas. Mas há outras que não podem ter orgulho de nada disso, como é o caso da língua mirandesa. | Багато мов пишаються своїми давніми текстами, літературою, написаною сотні років тому, і відомими письменниками, яких ці мови піднімають на знамена. Але інші не можуть пишатися всім цим, як у випадку з мірандською мовою . |

## Увага держави
Мірандська мова, з огляду на її статус другої офіційної мови в Португалії після португальської, була предметом уваги громадськості й в інших частинах країни. Щомісячні хроніки мірандською, дослідника і письменника Амадеу Феррейра, друкуються в щоденній португальської газеті «Público».
2005 року було опубліковано мірандською мовою у перекладі Феррейра перший том «Пригод Астерікса», названий Asterix, L Goulés (Астерікс Галл). У 2009 році Амадеу Феррейра також переклав і видав мірандською епічну поему Камоенса «Лузіади» (міранд. Ls Lusíadas, порт. Os Lusíadas).